# Ле Таллек, Антони
Антони́ Ле Талле́к (фр. Anthony Le Tallec; род. 3 октября 1984, Энбон) — бывший французский футболист, нападающий, а ныне тренер молодёжной команды клуба «Анси».

## Карьера
Антони начал свою карьеру в «Гавре» вместе со своим кузеном Флораном Синама-Понголем. Они оба играли за юношескую сборную Франции, сначала блестяще выступили на чемпионате Европы среди юниоров 2001 года, завоевав серебро, а вскоре одержали победу в чемпионате мира того же года. На последнем из этих турниров Антони выиграл «Серебряный мяч», а «Золотой мяч» достался его кузену. Антони и Флоран были подписаны «Ливерпулем» летом 2003 года.
К несчастью для Ле Таллека, всего год спустя после его появления в «Ливерпуле» у команды сменился наставник — пост его соотечественника Жерара Улье занял испанец Рафаэль Бенитес, только что выигравший с «Валенсией» Кубок УЕФА. Антони решил, что при новом тренере он не сможет пробиться в основной состав, и попросил Бенитеса отправить его в аренду. С 2004 года он постоянно находился в годичных арендах в различных клубах Франции и Англии. В сезоне 2005/06 он стал лучшим бомбардиром «Сандерленда», забив всего 5 мячей. Его клуб уже к декабрю был уверенным аутсайдером чемпионата и по итогам сезона закономерно покинул Премьер-лигу. «Сандерленд» не стал предпринимать попыток удержать французского форварда в своём составе, и в августе 2006 года он отправился из «Ливерпуля» в аренду в «Сошо», с которым Антони смог выиграть Кубок Франции. Финальный матч оказался примечателен тем, что в нём друг против друга сыграли два футболиста, права на каждого из которых принадлежали «Ливерпулю» — со стороны «Сошо» таким игроком был Ле Таллек, а со стороны «Марселя» — Джибриль Сиссе. Хотя Сиссе забил два гола в этой встрече, основное время матча завершилось вничью, а по пенальти сильнее оказался клуб Ле Таллека.
Летом 2007 года появлялась информация о том, что Ле Таллек может перейти в шотландский «Харт оф Мидлотиан», однако в результате он снова отправился в аренду, на этот раз в «Ле-Ман». В конце июня 2008 года «Ле-Ман» оформил постоянный контракт с футболистом, который подписал соглашение сроком на четыре года. 2 июля эту информацию подтвердил и официальный сайт «Ливерпуля».
Летом 2010 года Ле Таллек подписал контракт с «Осером». Соглашение рассчитано на четыре года; сумма трансфера составила три миллиона евро, также в «Ле-Ман» по условиям сделки перейдёт ганский защитник Нарри Мусса.
4 сентября 2012 года перешёл в «Валансьен» за 500 тысяч евро. 19 июля 2015 года на правах свободного агента перешёл в афинский «Атромитос».
3 июля 2017 года снова на правах свободного агента перешёл в румынский клуб «Астра» из Джурджу. Дебютным голом за новую команду отметился уже 13 июля 2017 года в первом матче против азербайджанского клуба «Зиря» в рамках квалификации к Лиге Европы, который закончился со счётом 3:1 в пользу «Астры».

## Семья
У Антони есть младший брат Дамьен. Он также профессиональный футболист, в настоящий момент выступает за российский клуб «Торпедо».

## Достижения
Сборная Франции
- Чемпион мира среди юниоров — 2001
- Вице-чемпион Европы среди юниоров — 2001

«Сошо»
- Обладатель Кубка Франции — 2006/07